# Koç Holding
Koç Holding A.Ş. er et tyrkisk industrikonglomerat, som er Tyrkiets største industrikonglomerat. Virksomheden har hovedkvarter i Istanbul og ejes af Koç-familien.
Selskabet blev etableret i 1963 da grundlægger Vehbi Koç samlede alle sine virksomheder under et holdingselskab.
De driver virksomhed indenfor energi, bilindustri, forbrugsgoder, finansiel service, detailhandel, byggeri, turisme, shipping, forsvar, informationsteknologi, uddannelse, investering og fødevarer.
Der er 120.304 ansatte.